# Haus Pützer
Das Haus Pützer ist ein Bauwerk in Darmstadt. Benannt wurde es nach dem Architekten Friedrich Pützer.

## Geschichte und Beschreibung
Das Haus Pützer wurde um das Jahr 1910 nach Plänen des Architekten Friedrich Pützer erbaut und diente diesem als Wohnhaus.
Bei einem Luftangriff im Jahre 1944 wurde das Gebäude beschädigt.
Nach dem Zweiten Weltkrieg wurde das Haus Pützer vereinfacht wiederaufgebaut.
Die äußere Form des straßenseitig kubusförmigen Gebäudes – mit seiner strengen, zurückhaltend gegliederten Fassade – ist ein repräsentatives Beispiel moderner Architektur der 1910er-Jahre.
Die dekorativ in verschiedenen Hölzern gehaltene Innentreppe wurde beibehalten.
Erhalten geblieben ist auch die Außenanlage mit der Einfriedung, dem Gartenhaus und einem Brunnen.
Der Brunnen ist ein Werk des Bildhauers Heinrich Jobst.